# 糸くり三人女

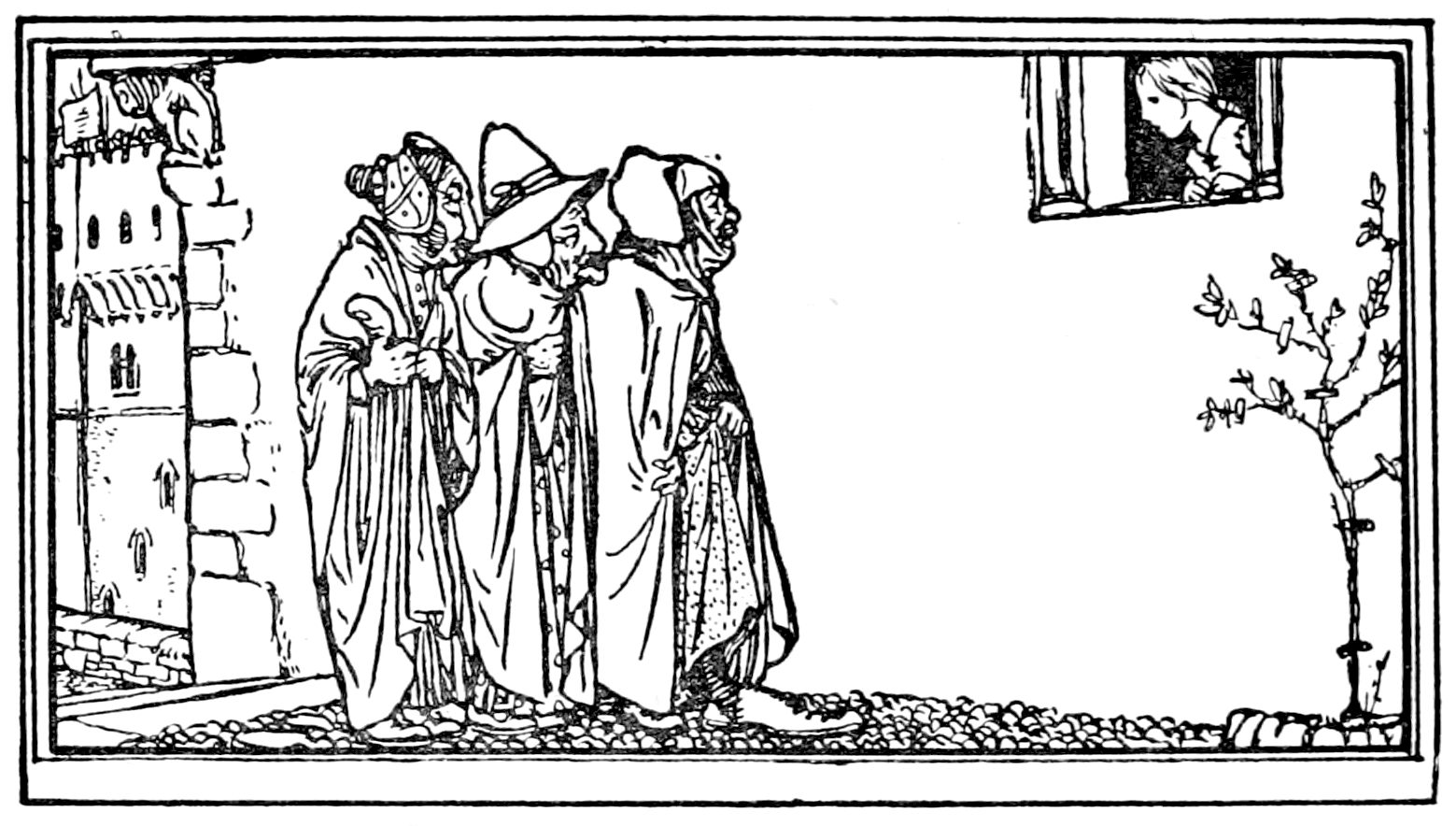
糸くり三人女

糸くり三人女（いとくりさんにんおんな、Die drei Spinnerinnen）は、『グリム童話』（Kinder und Hausmärchen）に収録されている作品(KHM 14)。
グリム童話には珍しく、怠け者が怠け者のまま幸せになる話。
類話では、魔女（女神や精霊の場合も）がアクシデントで主人公に怠け者になる呪いをかけてしまったので、代わりに試練をこなすと言う説明が加わっている。

## あらすじ
あるところに、美しいが怠け者の娘がいた。ある日、母親に叱りとばされた娘が泣きわめいているところに王妃が通りかかり、なぜ泣いているのかと問う。
母親は「うちの娘は糸紡ぎが好きで仕方がないが、貧しくて亜麻を買えないので糸紡ぎが出来ず泣いている」と、とっさに嘘をつく。
感心に思った王妃は娘を城に連れ帰り、糸車と部屋いっぱいの麻を用意して「一晩で紡ぎ終えたら王子と結婚させよう」と言う。
娘はそのような事ができるはずもなく泣いていると、口の大きな女、片手の大きな女、片足の大きな女が現れ、自分達を叔母として結婚式に招待することを条件に、娘の代わりに見事に糸を紡ぎ上げる。
翌日、糸が見事に紡ぎ上げられているのを見て感心した王妃は、約束通り娘を王子の妻に迎える。
娘は約束通り結婚式に三人の女を招待する。三人の女の異様な姿を見た王子が驚いて、「あなた達はなぜそのような姿をしているのか」と三人に尋ねると、彼女たちは「私たちは若い頃は美しかったが、長年糸紡ぎをやり過ぎたためにこのような姿になったのだ」と王子に語った。それを聞いた王子は、娘には一生糸紡ぎをさせないと誓った。